# Elisabetta di Schönau
Sant' Elisabetta vergine (Bonn, 1129 – Schönau, 18 giugno 1164) è stata una badessa tedesca, venerata come santa dalla Chiesa cattolica.

## Biografia
Di nobile famiglia, entrò in monastero a Schönau a circa 12 anni per completare la sua educazione, lo stesso monastero in cui prese il velo ed emise la professione religiosa nel 1147. Nel 1157 venne eletta superiora delle monache, che non avevano badessa poiché dipendevano dall'abate, che era Egberto, fratello di Elisabetta, della quale fu anche guida spirituale e primo biografo.
Nel 1152 Elisabetta, reduce da una grave malattia, cominciò ad avere visioni ed estasi, durante le quali si trovava a parlare con Gesù Cristo, con la Vergine e con i santi. Le estasi, che duravano talvolta intere settimane, finirono per minare il suo fisico, causandole una morte precoce.

## Scritti
Su suggerimento del fratello Egberto, Elisabetta tenne un diario delle sue visioni. I tre Libri visionum risultanti, furono molto diffusi nel Medioevo e si copiarono in numerosi manoscritti; il Liber viarum Dei ("Libro delle vie di Dio"), compilato ad imitazione della Scivias di sant'Ildegarda ed incentrato sulla necessità della penitenza e di una riforma morale della Chiesa; le Visiones de resurrectione beatae Mariae Virginis, sull'Assunzione di Maria Vergine in corpo ed anima dalla terra al cielo; il Liber revelationum de sacro exercitu virginum Coloniensium, redatto fra l'ottobre del 1156 e l'ottobre del 1157, in cui tratta in termini assolutamente fantastici del martirio di Sant'Orsola e delle undicimila vergini compagne, contribuendo significativamente alla diffusione dei suoi elementi leggendari. 
Nei vari scritti di Elisabetta di Schönau si sente assai chiaramente l'influsso, talvolta poco felice, del fratello Egberto: ad esempio, nella questione dello scisma provocato dall'imperatore Federico Barbarossa, appoggiato da Egberto, con l'elezione nel 1159 dell'antipapa Vittore IV in opposizione a papa Alessandro III.
Si conservano anche ventitré lettere, dirette a vescovi, abati, monache (tra cui sant'Ildegarda), scritte dal 1154 all'anno della sua morte. Nell'epistolario si registra un linguaggio duro per stigmatizzare i vizi dell'epoca, in vivo contrasto con la sua infantile semplicità.

## Culto
Fu fatta segno di particolare venerazione già da viva ed ancor più dopo la morte. Nel 1584, durante il pontificato di papa Gregorio XIII il suo nome fu iscritto nel Martirologio Romano alla data del 18 giugno ; nel 1854, poi, il suo ufficio liturgico fu inserito nel proprium della diocesi di Limburg.
Gli Svedesi profanarono le sue reliquie nel 1632, durante la Guerra dei Trent'Anni, e si poté salvare soltanto la testa, ora venerata nella parrocchiale di Schönau.
La sua festa si celebra il 18 giugno.